# 沃州 (金朝)
沃州，金朝时设置的州。
北宋宋徽宗时，升为庆源府赵郡庆源军，治所在平棘县。金朝天会七年（1129年），改为赵州，天德三年（1151年）更为沃州，盖取水沃火之义，军曰赵郡军。后废军。户三万八千一百八十五。领七县、一镇：平棘县、临城县、高邑县、赞皇县、宁晋县（奉城镇）、柏乡县、隆平县。